# Voss (Adelsgeschlecht, Grafschaft Mark)

Stammwappen derer von Voss aus der Grafschaft Mark

Älteres Wappen derer von Voss zu Hamm

Voss zu Aplerbeck (Aplederbeke), später Voss zum Rodenberg, war ein westfälisches Rittergeschlecht, welches zu Aplerbeck (heute Stadtteil von Dortmund) gewohnt hat und oft im Gefolge der Grafen von der Mark erschien. Dieses ist nicht zu verwechseln mit den Vos van Steenwijk, sowie Voss zu Enniger und den Voss aus dem Oldenburger Münsterland und Osnabrücker Nordland, da diese verschiedene Wappen haben.

## Geschichte
Erster bekannter Namensträger des Geschlechts war Johannes Vos welcher 1279 als Zeuge erscheint, als der Graf Everhard von der Mark die vorherigen Freiheiten der Stadt Hamm bestätigt und wiederholt. Der Dominus (Meister) Hermannus Vos, miles (Ritter) wird 1313 als Zeuge genannt, als Adam Sodinge einen Hof zu Renninchusen (Renninghausen) an das Kloster zu Elsen verkauft.
Als der Graf Engelbert von der Mark 1317 Dortmunder Land verkauft ist der Rütger Voss Zeuge. Sein Bruder Henrich, Diener zu Aplerbeck, hat 1326 nur 2 Straßen in seinem Siegel. 1330 verkauft  Diedrich Voss seine Frau den Kellerhof in Schüren.
Anna von Rodenberg zu Aplerbeck heiratet 1356 den Hermann Voss zu Aplerbeck und das Haus Rodenberg in Aplerbeck gelangt zum Teil in den Besitz der Familie Voss.
Franke Voss zu Aplerbeck erscheint 1374 mit seiner Gemahlin Hadwig im Archiv zu Herdecke und 1377 ist dieser Amtmann zu Wetter.
1415 wird Johann Voss zu Aplerbeck zu Limburg belehnt. Als 1419 der Verbund der Ritterschaft mit einigen Städten der Grafschaft Mark besiegelt wurde, waren Diedrich und Herman Voss zu Aplerbeck dabei. Im gleichen Jahr begann der Erbfolgestreit zwischen Herzog Adolf II Graf von der Kleve-Mark und seinem Bruder Gerhard von der Mark zu Hamm. Aplerbeck (Appelderbicke) blieb von Plünderung und Brandschatzung verschont, aber am 7. April 1424 wurde ganz Aplerbeck während des Rachefeldzugs der Dortmunder in Brand gesteckt und zu der Zeit wurde wohl auch das Haus Rodenberg zerstört. Hermann von Voss baute in den darauf folgenden Jahren das Haus wieder auf.
1458 verkaufen Diedrich Voss zum Hedhof und seine Frau Elke das Gut Duynck an Jutta von Vysbeke.
Um 1535 heiratete Bilie (Bela) von der Lage, die Tochter von Bella von Romberg (Urenkelin des Johann von Rodenberg († 1475)) und Hugo von der Dorneburg gen. von der Lage, den Dietrich Voß zu Aplerbeck († 1566). Damit ging das Haus Rodenberg vollständig in den Besitz der Familie Voss zu Aplerbeck über, welche sich darauf Voss zum Rodenberg nannte.
1566 werden Hermann Voss und 1570 Dietrich Voss zu Limburg belehnt.
Ebenfalls 1608 zu Limburg belehnt wurde Johann Voss zum Rodenberg, welcher 1630 von den Kaiserlichen gefangen genommen wurde und am 9. Mai 1645 starb. So erbte sein ältester Sohn Johann Diedrich den Besitz. Dieser starb 1691 und dessen zweiter Sohn Johann Wilhelm wurde sein Erbe, da der älteste Sohn Gisbert Diedrich schon 1679 verstorben war. Zwischen 1689 und 1698 wurde die Burg in ein barockes Wasserschloss umgebaut. Johann Wilhelm, welcher seit 1723 mit der Ludovica Theodora Wilhelmine Freiin von und zu Reck verheiratet war, starb am 24. Juli 1737 kinderlos. Ludolph Friedrich Voß zum Rodenberg war Domherr zu Halberstadt und schon 1732 dort verstorben.
So blieben noch Johann Georg, ein preußischer Oberstleutnant, Gisbert Bernhard, ein kurfürstlicher Hauptmann und Reinhard Dietrich Voss als Erben übrig. Doch Gisbert Bernhard überlebte seine Brüder und erhielt deren Güter. 1755 starb auch er und da es keine männlichen Nachkommen der Familie Voss zum Rodenberg gab, ging der Besitz an Anna Louisa Voss zum Rodenberg, welche 1709 Friedrich Wilhelm Vogt von Elspe zu Westhemmerde (1685–1746) geheiratet hatte. Mit ihrem Tod erbte die Familie Vogt von Elspe den gesamten Besitz.
Hinweis:
Die durch Nichtbeanstandung in den Adel aufgenommene Offiziersfamilie von Voss aus Hamm führt inzwischen wieder dasselbe Wappen der Voss zu Rodenberg, da sie von dieser behaupten abzustammen. Obwohl der erste Stammvater dieser Linie ebenbürtig heiratete, gilt die Abstammung nicht als gesichert, da das ältere Wappen der Voss zu Hamm nur teilweise Ähnlichkeiten mit dem Wappen der Voss zu Rodenberg hatte.

## Bekannte Namensträger
- Hans-Alexander von Voss (1907–1944), Berufsoffizier und Widerstandskämpfer des 20. Juli 1944
- Friedrich von Voß (aus dem Hause Rodenberg) († 1660), Ritter des Deutschen Ordens

## Wappen
Blasonierung des Stammwappens: In Silber drei rechtsschräge Balken. Auf dem gekrönten Helm ein rechtssehender, wachsender roter Fuchs. Die Helmdecken sind rot-silbern.
Die Voss hatten nicht immer 3 Balken (Straßen) im Wappen, denn 1326 hatte Henrich Voss 2 Straßen und 1407 Diedrich Voss zum Hedhof 4 Straßen im Siegel.

Siegel von Rutgerus Voss zu Aplerbeck 1344
Siegel von Diedrich Voss zu Aplerbeck 1437
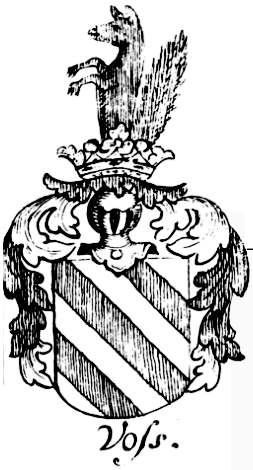
Wappen der Familie Voss zu Aplerbeck

## Stammbaum Voss zu Aplerbeck/zum Rodenberg
Dietrich Voss zu Aplerbeck († 1566), Herr von Rodenberg ⚭ 1540 Bilie (Bela) von der Dorneburg genannt von der Lage (* ca. 1520), Tochter von Bella (Odilie) von Romberg zu Massen (* ca. 1485) und Hugo von der Dorneburg genannt von der Lage
1. Johann Voss zu Rodenberg († 1575)
2. Dietrich Voss zu Rodenberg (1550–1595) ⚭ 24. April 1576 Katharina (Margarete) von Hövel zu Sölde (* 1555; † 17. Mai 1588 in Aplerbeck)
  1. Johann Diedrich Voss zu Rodenberg († 1645) ⚭ Margaretha Wulff gen. Lüdinghausen, Erbin zu Oevinghausen
    1. Anna Voss zu Rodenberg (* 1615; † 24. Januar 1683) ⚭ 29. Juni 1638 Lutter Winold von Lappe zu Ruhr
      1. Clara Amalia von Lappe
      2. Anna Margarethe von Lappe

    2. Diedrich Johann Voss zu Rodenberg und Oevinghausen († 1663) ⚭ Elisabeth von Frydag zu Buddenburg (* 1611), Tochter von Schotte von Frydag und Hedwig von Ketteler
      1. Johann Diedrich Voss zu Rodenberg und Oevinghausen (* 1645; † 31. Mai 1691) ⚭ 5. März 1678 Sophia Wilhelmine von Bodelschwingh (* 1654; † 16. Februar 1711 in Aplerbeck)
        1. Gisbert Dietrich Voss zu Rodenberg († 1679)
        2. Johann Wilhelm Voss zu Rodenberg, Herr zu Aplerbeck, Oevinghausen, Edelkirchen, Brockhausen, Burgmann zu Schwerte († 24. Juli 1737) ⚭ 26. Oktober 1723 Wilhelmine von der Recke
        3. Ludolph Friedrich Voss zu Rodenberg († 1732), Domherr zu Halberstadt
        4. Johann Georg Voss zu Rodenberg, preußischer Oberstleutnant ⚭ Sophie von Alheim verwitwete von Borstel
          1. Sophie Luise Voss zu Rodenberg ⚭ Karl von der Recke zu Uentrop, königlich preußischer Oberst

        5. Gisbert Bernhard Voss zu Rodenberg und Oevinghausen († 24.9.1755), kurfürstlicher Hauptmann. Er erbte nach dem Tode seiner Brüder deren Güter
        6. Reinhard Dietrich Voss zu Rodenberg
        7. Anna Luise Voss zu Rodenberg ⚭ 1709 Friedrich Wilhelm Vogt von Elspe zu Westhemmerde (* 1685; † 1746)

      2. Goswin Friedrich Voss zu Rodenberg, Rat in Darmstadt ⚭ Kurfürstin Wilhelmine Christine von der Pfalz († 10. September 1709)
      3. Ludolph Conrad Voss zu Rodenberg († 1691)

    3. Maria Amelia Voss zu Rodenberg († 1686) ⚭ Adrian von Eerde
      1. Friedrich Johann von Eerde († 1702)

  2. Katharina Voss zu Rodenberg (* 1575) ⚭ Hardenberg von Staël von Holstein Herr zu Steinhausen (1516–1625)
    1. Robert Werner von Staël von Holstein († 20. September 1665), Herr zu Steinhausen, Dahlhausen und Martfeld ⚭ vor 1659 Ursula Kunigunde Raitz von Frentz, Erbin zu Martfeld  († 1667)
    2. Anna Kunigunde (Conegolt) Staël von Holstein († 05.11.1679), 1632 Stiftsjungfrau in Asbeck ⚭ 6. August 1636 Robert Freiherr von Elverfeldt zu Herbede († 21. November 1684)
    3. Clara Christine von Staël von Holstein († nach 1649) ⚭ Bernhard von Romberg zu Massen, Drost zu Wetter († 24.05.1639)

  3. Margret Voss zu Rodenberg (1580–1648), 1600 Stiftsdame zu Fröndenberg ⚭ Adrian von Syberg zum Busch (1575–1618)
3. Margret Voss zu Rodenberg